# Зентара-Малевская, Мария
Мария Зентара-Малевская (пол. Maria Zientara-Malewska псевдоним Эльжбета Рафальская (4 сентября 1894, с. Бронсвалд (ныне Ольштынский повят, Варминьско-Мазурское воеводство, Польши) — 2 октября 1984, Ольштын) — польская писательница и поэтесса, общественный деятель Вармии.

## Биография
В 1926 окончила учительские курсы в Кракове. В 1921—1923 работала в редакции газеты «Gazetа Olsztyńskа» в Алленштейне (теперь Ольштын). В 1926—1931 и 1933—1939 учительствовала.
Деятельница Союза поляков в Германии, польского католического школьного общества в Ольштыне и Союза польских обществ в Берлине.
В 1939—1945 — узница гитлеровского канцлагеря Равенсбрюк.
С 1945 жила в Ольштыне. Одна из организаторов в 1952 еженедельника «Слово Вармии и Мазуров» (Słowo na Warmii i Mazurach), воскресного регионально приложения «Słowо Powszechne».

## Творчество
С 1952 — член Союза польских писателей.
Дебютировала в 1920, опубликовав стихи «Pory roku» . Поэзия Зентары-Малевской в межвоенный период печаталась почти во всех польских газетах Германии. Вошла в антологии «Warmia i Mazury» и «Nasi poeci». После 1945 вышло 20 книжек поэтессы.
В своем творческом наследии писательница отобразила борьбу поляков за самоопредение региона Вармии, его культуру и фольклор.
Некоторый произведения писала на местном диалекте.

## Избранные произведения
Автор сборников рассказов, стихов, легенд, сказок, очерков, мемуаров:
- Legendy dwóch rzek (1955),
- Warmio moja miła (1959),
- To nie ballada, to prawda! (1976),
- Na warmińską nutę (1982),
- Dla mego ludu śpiewać chcę (1983),
- Płonące krzaki nad Obrą (1961),
- Złotowszczyzna (1972),
- Śladami twardej drogi (1966)
- Pieśni Warmianki (1963)
- Miłość prostego serca (1985)
- Baśnie znad Łyny (1970)
- Miłość prostego serca. Wiersze religijne (1985),
- Wieś nad łąkami (1988) и др.

## Награды
- Золотой Крест Заслуги (1955)
- Медаль 10-летия Народной Польши (1955)
- Офицерский Крест Ордена Возрождения Польши (1959)
- Орден Строителей Народной Польши